# Andrzej Kapiszewski
Andrzej Tadeusz Kapiszewski, né le 8 septembre 1948 et mort le 5 mai 2007  à Cracovie, est un sociologue et diplomate polonais. Mathématicien de formation, il était membre de l'Académie polonaise des sciences et professeur à l'Université Jagellonne.

## Biographie
Andrzej Kapiszewski est le petit-fils de l'écrivain Helena Zakrzewska (pl) et du physicien Konstanty Zakrzewski (pl), et le fils des militants du mouvement scout polonais Henryk (pl) et Maria Kapiszewski.
Andrzej Kapiszewski est un des créateurs de la Faculté de relations internationales et de sciences politiques de l’Université Jagellonne et de la section d'études du Moyen et Extrême-Orient. Fondateur et premier recteur de l'Académie Andrzej Frycz Modrzewski de Cracovie, université privée créée en 2000.
Il a notamment été ambassadeur de Pologne aux Émirats arabes unis et au Qatar.
En 2002, il est fait officier de l'Ordre Polonia Restituta.
Mort à Cracovie, Andrzej Kapiszewski est enterré au Cimetière Rakowicki.